# Cicle geogràfic
El cicle geogràfic, també anomenat cicle geogràfic del relleu o cicle de l'erosió (geomorfologia) és un model o teoria geomorfològica desenvolupada inicialment per William Morris Davis en el seu estudi del modelatge i la formació dels paisatges erosionats pels rius. Aquesta teoria, revisada al cap dels anys, suggereix que els paisatges passen per tres etapes de desenvolupament (joventut, maduresa i vellesa) i argumenta que el rejoveniment dels paisatges sorgeix de l'elevació tectònica de la terra.
L'article amb el nom "The Geographical Cycle" es va publicar el 1899 a la revista The Geographical Journal, editat per The Royal Geographical Society conjuntament amb the Institute of British Geographers. Del mateix M. Davis, el 1905, es va publicar The Geographical Cycle in an Arid Climate, El model fa referència als canvis soferts pel  relleu d'una regió des que s'eleva sobre el nivell del mar fins que el seu relleu queda reduït per l'acció dels agents del modelatge terrestre. La tesi de Davis, exposada en els seus treballs, infereix que el modelatge terrestre experimenta una aevolució al llarg del temps que es pot referenciar en "estats" seqüencials identificables per morfologies "tipus" i característiques.

## Explicació
William Morris Davis va definir etapes la transició entre les quals és gradual.
El model parteix d'un paisatge ja elevat o en aixecament, on Davis va definir una primera "etapa juvenil" on la incisió del riu és el procés dominant que configura el paisatge. Durant l'etapa juvenil, les diferències entre les terres altes i els fons de la vall augmenten ràpidament.
L'etapa juvenil va seguida d'una segona "etapa madura" en la qual les diferències d'alçada entre fons de vall i terra alta són màximes. En l'etapa madura, la minoració del pendents es converteix en el fenomen més important, i les terres altes perden alçada progressivament mentre els rius mantenen poder incissiu, disminuint efectivament el relleu.
En la darrera i tercera "etapa senectut" (vellesa), l'erosió ha actuat tant que el paisatge, malgrat la seva alçada original, es redueix a una terra baixa ondulada. Aquest paisatge de baix relleu rep el nom de peneplà o peneplana i pot contenir alçades i turons residuals que destaquen sobre el nivell general. La peneplana es pot tornar a aixecar, la qual cosa inicia un segon cicle d'erosió.
El procés evolutiu es produeix en una jerarquització hidrogràffica que eixampla les valls i fins a reduir els interfluvis i divisions a gairebé una plana. Ela agents d'erosió excepcionals y l'activitat volcànica són, en el model de Davis, accidens dins del cicle o etapes circumstancials i, un cop superades, l'evolució retorna al seu cicle. Des de la perspectiva de Davis la tectònica representa un procés antagònic al modelat terrestre.
Davis va reconèixer que un cicle complet era un cas especial i que l'ascens inicial no era necessàriament ràpid o seguit d'un període prolongat de quiescència. No obstant això, com va assenyalar Walther Penck, Davis i els seus seguidors solen utilitzar un enfocament ràpid d'elevació i quiescència per explicar els paisatges. Això vol dir que el model, tal com l'entén la majoria, suposa una elevació tectònica ràpida i episòdica. Una altra característica del model és que els pendents evolucionen per declivi, amb pendents inicialment pronunciats desgastats per l'erosió formant pendents successivament més suaus.
Els punts febles del model són que és un model majoritàriament de naturalesa teòrica i deductiva i no té en compte la complexitat dels moviments tectònics o el canvi climàtic. La naturalesa dels processos superficials també està mal representada pel model. El model en la seva forma original pretén explicar el desenvolupament del relleu en paisatges temperats en els quals se suposa que l'erosió per l'aigua corrent és de gran importància. No obstant això, el cicle d'erosió s'ha estès, amb modificacions, a zones àrides, glacials, costaneres, càrstiques i periglacials.

## Història
Malgrat les considerables crítiques, el model del cicle de l'erosió ha continuat formant part de la història de la ciència de la geomorfològica. El model o la teoria no s'ha provat mai que sigui erroni, però tampoc s'ha demostrat. Les dificultats inherents al propi model han fet que la recerca geomorfològica avanci en altres línies. Malgrat ser àmpliament discutit en geomorfologia, el model del cicle de l'erosió és un enfocament comunament utilitzat per establir cronologies de denudació i, per tant, és un concepte important en la ciència de la geologia històrica. Encara que en reconeixen les seves mancances, els geomorfòlegs moderns Andrew Goudie i Karna Lidmar-Bergström l'han elogiat per la seva pulcritud acadèmica i valor pedagògic respectivament.
Sovint s'assumeix que l'explicació cronològica clàssica de la denudació va evolucionar a partir de Davis. Però molt abans del model davisià es va descriure per primera vegada el 1889 d'altres havien començat a desenvolupar històries simples de denudació embrionària. A Gran Bretanya hi va haver el treball de Ramsay el 1846 i 1864, Jukes el 1862 i Topley el 1875.
A Amèrica McGee (1888) va desenvolupar una cronologia erosiva dels Apalatxes convertida en un clàssic pel mateix W.M. Davis. El model davisià, tal com es va perfeccionar i elaborar posteriorment (Davis 1909), amb les seves nocions de peneplanació i del canvi cíclic per causa de les variacions del nivell base, clarament tan ben encaixat amb nocions del desenvolupament seqüencial dels paisatges, acaba fusionant ambdós enfocaments.
Moltes superfícies marines d'alt nivell van ser reinterpretades com a peneplans i totes es va intentar col·locar els "pisos" identificats en agrupacions discretes en funció de l'elevació per tal de "recrear" cicles i parcials cicles que es podrien correlacionar amb comprovacions de regions adjacents només a partir de l'elevació. Així el concepte de cicle d'erosió com una cronologia de denudació dinamitzada ha estat descartat per la Geomorfologia, després dels avenços en la comprensió basada en els processos de desenvolupament de les formes del relleu.

## Variants del cicle d'erosió de Davis
Tot el període de creació de relleus per processos endogenètics i la seva destrucció per processos exogenètics s'anomena cicle d'erosió que Davis va definir de la següent manera: "El cicle geogràfic és el període durant el qual una massa terrestre elevada experimenta la seva transformació pel procés de terra. una escultura que acaba en una plana baixa sense formes, un peneplà".
Inicialment el model davisià es va postular en el context del desenvolupament en condicions temperades humides ('normals'), però després es va estendre a altres paisatges: 
- Paisatges àrids (Davis 1905), A l'inici del cicle d'erosió en clima àrid hi ha nombroses petites conques on es renta el material durant les escasses precipitacions. En la següent etapa (etapa juvenil) es desenvolupen les valls i les terres altes disseccionades per aquests. Els pendents suaus i les conques acumulaven material derivat de les terres altes. En letapa madura les conques de drenatge s'uneixen. Al final, s'arriba a una etapa en què el terreny ha perdut gran part del seu relleu i els buits de deflació interfereixen amb els sistemes de drenatge, desglossant-lo en sistemes locals. Durant totes les etapes, la sorra i la pols poden ser exportades pel vent a altres paisatges.[6]
- Paisatges glacials (Davis 1900), El cicle glacial d'erosió tracta de regions muntanyoses i no té una etapa antiga, ja que Davis argumenta que no hi ha res més desenvolupat que els paisatges glacials madurs. Un cicle d'erosió glacial comença amb un paisatge preglacial. Amb el temps, les glaceres de la vall erosionen la roca subjacent a diferents ritmes, creant valls i glaceres més arrelades que altres. A mesura que passa el temps, les glaceres menys arrelades assoleixen els mateixos nivells d'atrinxerament que les més arrelades, ja que com més s'erosiona una glacera, el seu poder erosiu disminueix. En una etapa madura, les valls formen cubetes de costats llisos.[7]
- Paisatges costaners (Johnson 1919), Es proposen models alternatius per als perfils de costa: un per a perfils de costa d'emergència i un altre per a perfils de costa d'immersió. Es pot aplicar un model complementari a les línies costaneres on diferents parts podrien haver patit immersió i emergència.
- Paisatges càrstics (Cvijić 1918) El cicle d'erosió a les regions càrstiques té tres fases. Al principi, les parts superiors de les fractures es dissolen, s'amplien i s'omplen d'aigua. A la superfície es desenvolupen valls fluvials normals on poden existir poljes petites. Posteriorment, la reorientació de l'aigua pel creixement d'un sistema càrstic desorganitza el patró de drenatge fluvial, amb els fons de les valls desenvolupant grans dolines i uvales. Les crestes entre uvales desapareixen gradualment a mesura que aquestes formes de relleu s'uneixen. Si el llit de roca es troba sota una roca insoluble, les valls fluvials normals tornaran a aparèixer lentament un cop els sistemes fluvials subterranis arribin a la roca insoluble. Al final, les roques solubles apareixen només com a turons aïllats. Contràriament al cicle original d'erosió de Davis, el cicle càrstic no acaba amb la formació d'una peneplana.[8]
- Paisatges periglacials (Peltier 1950).Es proposen models alternatius per a perfils de costa: un per a perfils de costa d'emergència i un altre per a perfils de costa d'immersió. Es pot aplicar un model complementari a les línies costaneres on diferents parts podrien haver patit alhora immersió i emergència.[9]

## Revisions i modificacions
CH Crickmay va suggerir modificacions al model Davisià de "cicle geogràfic" l'any 1933 i va descriure que el procés de panplanació era més potent i eficaç que el procés de peneplanació de Davis en l'evolució de les formes del relleu. Segons Crickmay, el producte final del cicle d'erosió seria la "panplana" (plana total) i no la peneplana.
LC King va proposar un nou cicle d'erosió anomenat "cicle de pediplanació" per explicar les característiques i l'evolució de les formes del relleu de les regions àrides i de sabana d'Àfrica, ja que va trobar que el model de cicle geogràfic de Davis no era apte per a explicar les formes del relleu d'aquestes regions.
AN Strahler (1950), JT Hack (1960) i RJ Chorley (1962) van rebutjar el concepte evolutiu del desenvolupament de les formes del relleu tal com van avançar W.M. Davis i els seus seguidors i van advocar pel concepte de "formes del relleu independents del temps" en lloc del concepte davisià de "formes del relleu que depenen del temps" i van proposar el concepte de "model d'equilibri dinàmic" del desenvolupament del terreny.
Recentment, s'han suggerit el "model tectonogeomorf" de Marie Morisawa (1975, 1980) i la "teoria de l'erosió episòdica" de SA Schumm i RW Lichty (1965) per explicar el desenvolupament de la forma del relleu. Aquests models són, de fet, formes modificades del model davisià de desenvolupament de la forma del relleu.